# ん村
ん村（んむら、2月21日 - ）は、日本の漫画家。大分県出身。主にライトなボーイズラブ漫画を描いている。2021年、『オンラインゲーム仲間とサシオフしたら職場の鬼上司が来た』が電子コミック大賞2021BL部門を受賞した。

## 人物
- 大好きなシチュエーションは非凡攻め×平凡受け[1]。
- くすっと笑えるBLコメディを目指して描いている[1]。
- 静かな男子を描くのが好きだという[2]。

## 作品リスト

### シリーズ作品
- オンラインゲーム仲間とサシオフしたら職場の鬼上司が来た（Twitter / 『gateau』、2017年 - 連載中）

### 単行本
- 『きぐるみくん』一迅社〈ガトーコミックス〉、2018年2月20日。ISBN 978-4-7580-7782-8。
- 『待ち狐と人の子』一迅社〈ガトーコミックス〉、2019年6月20日。ISBN 978-4-7580-7943-3。
- 『金髪お坊ちゃまと日本人執事』一迅社〈ガトーコミックス〉、2021年3月20日。ISBN 978-4-7580-2224-8。

### 電子刊行
- 『夏空に溶けて、恋』天海社〈コミックROSE〉、2018年7月7日。

### 読み切り
- ストロベリービターチョコレート（『僕らが恋する5秒前：うぶ恋BLアンソロジー』、2021年[* 4]）
- カフェ店員さんは今日もまぶしい（『恋した相手が男だった：BLアンソロジー』、2022年）

### 挿絵
- 桃瀬わさび『俺の望みはひとつだけ!』KADOKAWA〈ルビー文庫：D〉、2021年。

### その他
- 『BLクリエイターズ：甘くてエロスなセカイを描くBL漫画家67人』一迅社、2019年5月1日。ISBN 978-4-7580-1635-3。[* 5] - 寄稿
- 『擬人化男子の描き方〈学園編〉』しおから・夏子・yu-ra・津々見はと・ん村共著、玄光社、2020年9月20日。ISBN 978-4-7683-1395-4。 - 寄稿
- インテリお兄さん×図書館職員（Twitter、2020年[* 6]）
- 朗読劇『CHILL CHILL BOX 7th朗読劇』（2021年11月23日開催、カルッツかわさき） - 登場キャラクター描きおろし[* 7]

### 書籍出典
1. 1 2  一迅社 2019, p. 142.
2. ↑  玄光社 2020, p. 144.

### サイト出典
1. ↑  ん村 [@nmuranmu] (2015年11月2日). "誕生日についての返信ツイート". X（旧Twitter）より2023年4月3日閲覧。
2. ↑  ん村 [@nmuranmu] (2015年10月1日). "出身地についての返信ツイート". X（旧Twitter）より2023年4月3日閲覧。
3. ↑  “「電子コミック大賞2021」BL部門受賞作をチェック！ キャンペーン情報も！”. ムビコレ.   キッチュ (2021年1月21日). 2023年1月23日閲覧。
4. ↑  “総勢29名の作家が参加、うぶ恋BLアンソロジー「僕らが恋する5秒前」”. コミックナタリー (ナターシャ). (2021年3月19日) 2023年1月23日閲覧。
5. ↑  “BLマンガ家67人を紹介する書籍「BLクリエイターズ」発売、表紙はおげれつたなか”. コミックナタリー (ナターシャ). (2019年4月19日) 2023年1月23日閲覧。
6. ↑  “「必死なところが愛しい」「破壊力がえぐい」 マンガ『インテリお兄さん×図書館職員』の両片思いぶりに「最高」の声多数”. ガジェット通信.   東京産業新聞社 (2020年12月5日). 2023年1月23日閲覧。
7. ↑  “社畜リーマン役に斉藤壮馬さん！声優朗読劇CHILLCHILLBOX7th 11/23カルッツかわさきでちる箱開催！”. ファミ通.   KADOKAWA (2021年10月11日). 2023年1月23日閲覧。